# SuperOrbitalny Festiwal Filmów Amatorskich
SuperOrbitalny Festiwal Filmów Amatorskich (SOFFA), do 2009 jako Konkurs Filmów Krótkometrażowych – festiwal amatorskich, niezależnych filmów krótkometrażowych odbywający się od 2007 w Olsztynie.
Organizatorem festiwalu jest olsztyńska biblioteka multimedialna Planeta 11. Festiwal odbywa się na przełomie maja i czerwca w atrium biblioteki i olsztyńskiego Biura Wystaw Artystycznych. W ramach festiwalu odbywają się plenerowe pokazy filmowe, spotkania z ludźmi kina, warsztaty filmowe oraz wykłady tematyczne. Jury konkursu przyznaje nagrody w trzech kategoriach: film fabularny, dokumentalny i film animowany. Swoją nagrodę przyznaje również publiczność.
Pomysł zorganizowania festiwalu wysunęły Henar Silvestre z Hiszpanii i Kathrin Jetzinger z Austrii odbywające wolontariat w olsztyńskiej bibliotece. Dwie pierwsze edycje konkursu odbyły się ze środków własnych biblioteki oraz ze wsparcia uzyskanego od Wolontariatu Europejskiego. Wraz ze zwiększającym się zainteresowaniem konkursem wśród uczestników, w 2009 festiwal uzyskał subwencję z Ministerstwa Kultury i Dziedzictwa Narodowego. Tym samym, wydłużono czas trwania konkursu do dwóch dni, utworzono profesjonalne jury, wprowadzono podział konkursu na trzy kategorie, a reżyserom zwycięskich produkcji umożliwiono prezentację filmów na tzw. dużym ekranie w olsztyńskim kinie „Awangarda", Dodatkowo, zwycięzcy otrzymują statuetkę oraz przechodzą po czerwonym dywanie.
Od 27 kwietnia do 10 maja odbyły się warsztaty reżyserskie, które poprowadził Adam Smoczyński – laureat Festiwalu Polskich Wideoklipów Yach Film 2002 i 2004. W ramach warsztatów nakręcono teledysk do utworu „Komu”, olsztyńskiej grupy Enej.
5 i 6 czerwca 2009, podczas finału 3. festiwalu odbyło się również spotkanie z reżyserem i operatorem Jackiem Bławutem oraz wykład Aleksandry Drzał-Sierockiej na temat historii kina.
W 2010 roku festiwal zajął II miejsce w konkursie na najlepszą inicjatywę organizacji pozarządowej
.
W 2016 roku odbyła się specjalna edycja festiwalu "YouTube Edition". Gościem specjalnym był youtuber Cyber Marian. Poza tym odbyło się spotkanie lokalnych youtuberów: Jerzego Mackiewicza, Agnieszki Butkiewicz i Dominika Stankiewicza. 

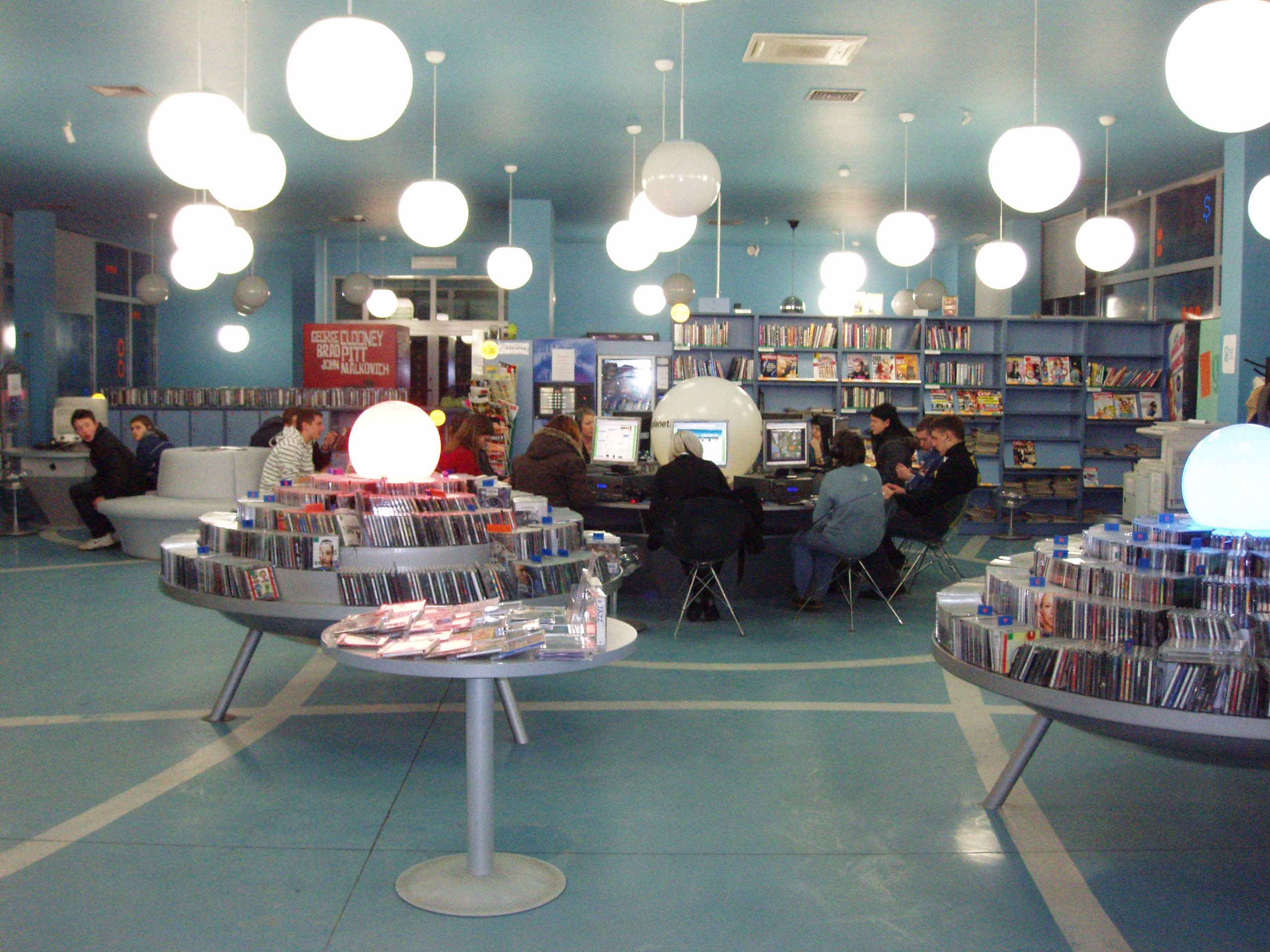
Biblioteka multimedialna Planeta 11

## Skład jury
2007 i 2008: Konkurs Filmów Krótkometrażowych
- Planeta 11

2009: SOFFA
- Konrad Lenkiewicz, przewodniczący jury, szef kina „Awangarda”
- Aleksandra Drzał-Sierocka, medioznawca
- Krzysztof Kaszubski, dziennikarz Radia Olsztyn
- Adrian Zacharewicz, redaktor naczelny miesięcznika „Kulturka”
- Maciej Janicki, reżyser filmowy

2010: SOFFA
- Bodo Kox, przewodniczący jury, reżyser kina niezależnego
- Aleksandra Drzał-Sierocka, medioznawca
- Agnieszka Kołodyńska, aktorka
- Jose Iglesias Vigil, reżyser filmowy
- Adam Smoczyński, grafik i projektant, twórca teledysków

2011: SOFFA
- Marek Lechki, przewodniczący jury, reżyser filmowy
- Agnieszka Kołodyńska, aktorka
- Jose Iglesias Vigil, reżyser filmowy
- Jacek Hopfer, dziennikarz

2012: SOFFA
- Barbara Białowąs, reżyserka filmowa
- Aleksandra Drzał-Sierocka, medioznawca
- Ewa Jarzębowska, dziennikarka
- Jacek Hopfer, dziennikarz
- Karol Kalinowski, twórca filmów animowanych

2013: SOFFA
- Katarzyna Rosłaniec, reżyserka filmowa
- Mateusz Placek, reżyser filmowy
- Piotr Baluta, twórca filmów i animacji 3D
- Jacek Hopfer, dziennikarz
- Agnieszka Kołodyńska, aktorka

2015: SOFFA
- Aleksandra Drzał-Sierocka, medioznawca
- Piotr Baluta, twórca filmów i animacji 3D
- Jacek Hopfer, dziennikarz
- Karol Kalinowski, twórca filmów animowanych

## Laureaci SOFFY
2007: Konkurs Filmów Krótkometrażowych
- Grand Prix i Nagroda Publiczności: film „Kolory”, reż. Rafał Wróblewski
- miejsce 2: film „Parys w kolorze, czyli psigodi Superstaszko”, reż. Marcin Bielski, Katarzyna Staszko

2008: Konkurs Filmów Krótkometrażowych
- Grand Prix: film „Bez sensu”, reż. Jan Świderski, Marcin Terlik
- miejsce 2 i Nagroda Publiczności: film „Takai”, reż. Roman Tankielun
- miejsce 3: film „Olsztyński ekspres”, reż. Grzegorz Krajewski

2009: Konkurs Filmów Krótkometrażowych
- Fabuła: film „Pomiędzy”, reż. Anna Kasperska i Michał Stenzel
- Dokument: film „Najstarszy człowiek świata”, reż. Krzysztof Nowicki
- Animacja: 2 filmy „Historia pewnej promocji”, reż. Tomasz Pawlak, „Ostatnia Podróż Profesora Igreka” reż. Tomasz Pawlak
- Nagroda Specjalna Jury: film „Skarby Ani K”, reż. Małgorzata Gryniewicz
- Nagroda Publiczności: film „Pachnąco-tnące”, reż. Kamil Giedrojć

2010: Konkurs Filmów Krótkometrażowych
- Fabuła: film „Świnka”, reż. Mateusz Trusewicz
- Dokument: film „Iskrennost”, reż. Jakub Drobczyński, wyróżnienie: film „Basen”, reż. Krzysztof Nowicki
- Animacja: film „Kino w oczach ludzików Lego”, reż. Monika Reut, Ewa Rumszewicz, wyróżnienie: film „Marsz”, reż. Bartosz Gajda
- Nagroda Publiczności: film „Ludzkim głosem”, reż. Kamila Wicińska, Natalia Drej

2011: Konkurs Filmów Krótkometrażowych
- Fabuła: film „Naganowskiego 9/2”, reż. Emilia Julita Zielonka
- Dokument: film „Misja”, reż. Przemek Filipowicz
- Animacja: film „Lena”, reż. Magdalena Dudek
- Nagroda Publiczności: film „Apostata”, reż. Bartek Tryzna

2012: Konkurs Filmów Krótkometrażowych
- Fabuła (amatorska): film „List”, reż. Jakub Janz, wyróżnienie: film "Mutanci z Alaski", reż. Tomasz Śliwiński
- Fabuła (szkoła filmowa): film „Winda”, reż. Sebastian Kwidziński
- Dokument: film „Taki typ ptactwa”, reż. Małgorzata Goliszewska, wyróżnienie: film "Sztuka narzekania", reż. Karolina Łuczak
- Animacja: film „Live Evil”, reż. Noemi Staniszewska
- To mnie kręci-film z komórki: film „They are coming”, reż. Krzysztof Pluciński, Sławomir Szwedek, wyróżnienie: film "To nas kręci (BMX PARK)", reż. Aleksandra Hajduk, Natalia Michalak
- Nagroda Publiczności: film "To nas kręci (BMX PARK)", reż. Aleksandra Hajduk, Natalia Michalak

2013: Konkurs Filmów Krótkometrażowych
- Fabuła: film „Samobójca”, reż. Mateusz Zatynny, wyróżnienie: film „Kar(m)a”, reż. Jakub Maj oraz film „Wielka matka”, reż. Piotr Fortuna
- Dokument: film „Homestay”, reż. Krzysztof Nowicki, wyróżnienie: film „To nie jest kraj dla starych kin”, reż. Kamil Giedrojć
- Animacja: film „Potencjalne problemy dozorcy Mariana”, reż. Tomasz Pawlak
- Nagroda Publiczności: film "Pożegnanie lata", reż. Anna Kasperska
- Olsztyński Talent (nagroda z okazji 660-lecia Olsztyna): Kamil Giedrojć

2015: Konkurs Filmów Krótkometrażowych
- Fabuła: film „Kładka”, reż. Michał Bartoszewicz, wyróżnienie: film „Anatomia”, reż. Rafał Cytacki
- Dokument: wyróżnienie: film „Zosia walcz”, reż. Małgorzata Dobrowolska
- Nagroda Publiczności: film "Kładka", reż. Michał Bartoszewicz
- Młodzi Soffowi (uczniowie olsztyńskich szkół): film "Las", reż. Marta Buszmak (Państwowe Liceum Plastyczne)